# شاگرد مرلین
شاگرد مرلین (به انگلیسی: Merlin's Apprentice) مینی‌سریال محصول سال ۲۰۰۶ آمریکا به کارگردانی دیوید وو است. در این سریال کوتاه بازیگرانی همچون سام نیل، میراندا ریچاردسون، جان ریردان، کریستوفر جاکت، مگان اوری، تیگن موس ایفای نقش کرده‌اند.
این فیلم دنباله مرلین می‌باشد.